# West Indies Women’s Cricket Team in Südafrika in der Saison 2021/22
Die Tour des West Indies Women’s Cricket Team nach Südafrika in der Saison 2021/22 fand vom 28. Januar bis zum 6. Februar 2022 statt. Die internationale Cricket-Tour war Bestandteil der Internationalen Cricket-Saison 2021/22 und umfasste vier WODIs. Südafrika gewann die Serie 2–1.

## Vorgeschichte
Die West Indies bestritten zuvor eine Tour in pakistan, für Südafrika war es die erste Tour der Saison. Das letzte Aufeinandertreffen der beiden Mannschaften bei einer Tour fand in der Saison 2021 in den West Indies statt. Ursprünglich waren drei WTwenty20 und fünf WODIs für die Tour geplant, wurde jedoch verkürzt. Die Tour dient als Vorbereitung auf den im März startenden Women’s Cricket World Cup 2022.

## Stadion
Das folgende Stadion wurden für die Austragung der Tour ausgewählt und am 28. Januar 2022 bekanntgegeben.
| Stadion           | Stadt        | Kapazität | Spiele       |
| ----------------- | ------------ | --------- | ------------ |
| Wanderers Stadium | Johannesburg | 34.000    | 1. – 4. WODI |

## Kaderlisten
Die West Indies benannten ihren Kader am 15. Januar 2022.
Südafrika benannte seinen Kader am 25. Januar 2022. Suné Luus ersetzt dabei die reguläre Kapitänin Dané van Niekerk, die auf Grund einer Verletzung nicht zur Verfügung stand.
| WODI | WODI |
| Südafrika | West Indies |
| --- | --- |
| - Suné Luus (K) - Chloe Tryon (VK) - Anneke Bosch - Tazmin Brits - Trisha Chetty (wk) - Lara Goodall - Shabnim Ismail - Sinalo Jafta (wk) - Marizanne Kapp - Ayabonga Khaka - Masabata Klaas - Nadine de Klerk - Nonkululeko Mlaba - Raisibe Ntozakhe - Mignon du Preez - Tumi Sekhukhune - Andrie Steyn - Laura Wolvaardt | - Stafanie Taylor (K) - Anisa Mohammed (VK) - Aaliyah Alleyne - Shemaine Campbelle - Shamilia Connell - Deandra Dottin - Afy Fletcher - Cherry-Ann Fraser - Jannillea Glasgow - Chinelle Henry - Kycia Knight - Mandy Mangru - Hayley Matthews - Chedean Nation - Karishma Ramharack - Kaysia Schultz - Shakera Selman - Rashada Williams |

## Tour Match
| 25. Januar Scorecard | Johannesburg | West Indies XI 196 (46.5)          | – | South Africa XI 149 (37) |
|                      |              | West Indies XI gewinnt mit 53 Runs |   |                          |

## Women’s One-Day Internationals

### Erstes WODI in Karachi
| 28. Januar Scorecard | Johannesburg | West Indies 234-3 (45.3/45.3) | – | Südafrika 87-4 (17.4/29) |
|                      |              | No Result                     |   |                          |

Südafrika gewann den Münzwurf und entschied sich als Feldmannschaft zu beginnen. Für die West Indies konnte sich Eröffnungs-Batterin Deandra Dottin etablieren. Neben ihr konnte zunächst Kapitänin Stafanie Taylor 12 Runs erzielen, bevor sie verletzt aufgab. Daraufhin entstand eine Partnerschaft zwischen Dottin und Hayley Matthews über 186 Runs, bevor Matthews nach einem Half-Century ihr Wicket verlor. Im 46. Over begann es zu regnen, als Dottin ein Century aus 150* der Runs aus 158 Bällen erzielt hatte und das innings wurde beendet. Die drei Wickets wurden durch drei verschiedene Spielerinnen für Südafrika erzielt. Das auf 29 Over verkürzte Innings der Südafrikanerinnen begann mit 32 Runs durch Eröffnungs-Batterin Tazmin Brits und 14 Runs von Lara Goodall. Ihnen folgte Mignon du Preez die 19* Runs erzielen konnte, bevor erneut Regenfälle einsetzten und das Spiel ohne Ergebnis beendet wurde.

### Zweites WODI in Johannesburg
| 31. Januar Scorecard | Johannesburg | Südafrika 160 (40.1/40) / 25/0                                  | – | West Indies 160 (37.4/40) / 17/1 |
|                      |              | Unentschieden (West Indies gewinnt mit Super Over) (D/L method) |   |                                  |

West Indies gewann den Münzwurf und entschied sich als Schlagmannschaft zu beginnen. Das Spiel wurde auf Grund von Regenfällen verspätet gestartet und die Over-Anzahl auf 41 reduziert. Die Eröffnungs-Batterinnen für Südafrika Laura Wolvaardt und Tazmin Brits konnten zunächst jeweils 25 Runs erzielen, bevor sie innerhalb kurzer Zeit beide ausschieden. Für sie kam unter anderem Kapitänin Suné Luus aufs Feld, die 46 Rusn erzielte. Von den verbliebenen Schlagfrauen konnten dann Chloe Tryon 18 Runs und Sinalo Jafta 14 Runs erzielen und so vie Vorgabe aus 161 Runs einstellen. Für West Indies konnten fünf Bowlerinnen jeweils 2 Wickets erzielen. Für die West Indies eröffnete Deandra Dottin die mit der vierten Schlagfrau Stafanie Taylor eine Partnerin fand. Dottin schied nach 37 Runs aus und Taylor fand mit Shemaine Campbelle eine neue Partnerin. Taylor schied nach 21 Runs aus, Campbelle kur darauf nach 13 Runs. Ihnen folgten Chedean Nation und Chinelle Henry. Henry gelangen 26 Runs und ihr folgte Shakera Selman. Nation konnte 35 Runs erzielen, jedoch verlor Selman das letzte Wicket nach 11 Runs, als West Indies Run-Gleich mit Südafrika stand und so endete die Partie unentschieden. Beste südafrikanische Bowlerin war Ayabonga Khaka mit 5 Wickets für 26 Runs. Im anschließenden Super-Over gelang es der südafrikanischen Bowlerin Shabnim Ismail kein Wicket zu erzielen, während Deandra Dottin einen Großteil der 25 Runs für die West Indies erzielte. Der west-indischen Bowlerin Hayley Matthews schloss das Super-Over mit einem Wicket ab, nachdem Tazmin Brits und Chloe Tryon nicht die erforderliche Run-Zahl erreichen konnten.

### Drittes WODI in Karachi
| 3. Februar Scorecard | Johannesburg | Südafrika 299-8 (50)          | – | West Indies 203 (44.4) |
|                      |              | Südafrika gewinnt mit 96 Runs |   |                        |

Südafrika gewann den Münzwurf und entschied sich als Schlagmannschaft zu beginnen. Als Eröffnungs-Batterin konnte sich für Südafrika Laura Wolvaardt etablieren. An ihrer Seite erzielten unter anderem Tazmin Brits 18 Runs und Kapitänin Suné Luus ein Half.Century über 56 Runs. Daraufhin verlor Wolvaardt ihr Wicket nach einem Century über 117 Runs aus 123 Bällen. Es folgten Chloe Tryon mit 43 Runs und Nadine de Klerk mit 22 Runs die für die West Indies eine Vorgabe von 300 Runs setzten. Beste Bowlerin für die West Indies war Shamilia Connell mit 4 Wickets für 54 Runs. Für die West Indies konnte sich die dritte Schlagfrau Kycia Knight etablieren. An ihrer Seite schied Stafanie Taylor verletzt nach 13 Runs aus und Hayley Matthews erreichte 15 Runs. Knight verlor nach einem Half-Century von 69 Runs. Von den verbliebenen Batterinnen konnten Shemaine Campbelle 16, Chinelle Henry 17 und Aaliyah Alleyne 18 Runs erzielen, was jedoch nicht ausreichte um Südafrika einzuholen. Sechs Overs vor Ende des Wickets verloren die West Indies dann das letzte Wicket. Beste Bowlerin für Südafrika war Shabnim Ismail mit 4 Wickets für 37 Runs. Als Spielerin des Spiels wurde Laura Wolvaardt ausgezeichnet.

### Viertes WODI in Karachi
| 6. Februar Scorecard | Johannesburg | West Indies 174 (49.2)          | – | Südafrika 175-4 (39.5) |
|                      |              | Südafrika gewinnt mit 6 Wickets |   |                        |

Die West Indies gewannen den Münzwurf und entschieden sich als Schlagmannschaft zu beginnen. Für die West Indies fand Eröffnungs-Batterin Deandra Dottin mit der dritten Schlagfrau Kycia Knight eine Partnerin, mit der sie zusammen 65 Runs erreichte. Dottin verlor ihr Wicket nach 36 Runs und Knight schied nach 48 Runs aus. Ihnen folgten Shemaine Campbelle und Mandy Mangru, die beide jeweils 15 Runs erzielten. Zum Ende des Innings gelang dies ebenso Shamilia Connell, die mit ihren ungeschlagenen 15* Runs die Vorgabe für Südafrika aus 175 Runs stellte. Beste Bowlerin für Südafrika war Shabnim Ismail mit 4 Wickets für 44 Runs. Südafrika eröffnete mit Laura Wolvaardt und Tazmin Brits. Wolvaardt schied nach 23 Runs aus und wurde durch Andrie Steyn ersetzt, während Brits 20 Runs erreichen konnte, bevor ihr Suné Luus folgte. Steyn und Luus konnten eine Partnerschaft über 88 Runs aufbauen, bevor Luus ihr Wicket nach 47 Runs verlor. Kurz darauf schied auch Steyn nach einem Half-Century über 52 Runs aus und Chloe Tryon war es dann die mit 20* Runs die Vorgabe einholen konnte. Beste Bowlerin für die West Indies war Anisa Mohammed mit 2 Wickets für 31 Runs. Als Spielerin des Spiels wurde Shabnim Ismail ausgezeichnet.

## Auszeichnungen

### Player of the Series
Als Player of the Series wurden der folgende Spieler ausgezeichnet.
| Serie | Player of the Series |
| ----- | -------------------- |
| WODI  | Ayabonga Khaka       |

### Player of the Match
Als Player of the Match wurden die folgenden Spielerinnen ausgezeichnet.
| Spiel   | Player of the Match |
| ------- | ------------------- |
| 1. WODI | –                   |
| 2. WODI | Chinelle Henry      |
| 3. WODI | Laura Wolvaardt     |
| 4. WODI | Shabnim Ismail      |